# Mittelhausen (Francja)
Mittelhausen – miejscowość i dawna gmina we Francji, w regionie Grand Est, w departamencie Dolny Ren. W 2013 roku jej populacja wynosiła 560 mieszkańców. 
W dniu 1 stycznia 2016 roku z połączenia czterech ówczesnych gmin – Gingsheim, Hohatzenheim, Mittelhausen oraz Wingersheim – utworzono nową gminę Wingersheim-les-Quatre-Bans. Siedzibą gminy została miejscowość Wingersheim. 